# Retable de la chapelle Saint-Goulven de Lanvellec
Le retable de la Chapelle Saint-Goulven à Lanvellec, une commune du département des Côtes-d'Armor dans la région Bretagne en France, fut créé au XVIIe siècle. Le retable en bois polychrome a été inscrit monuments historiques au titre d'objet le 17 janvier 1977. 

## Liens externes

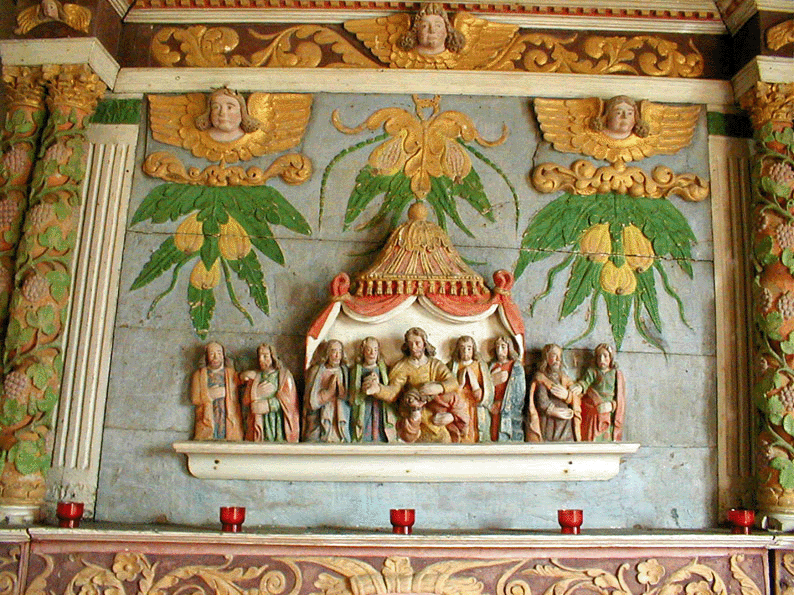
Détail